# Beusum
Beusum is een gehucht in de gemeente Het Hogeland in het noordwesten van de provincie Groningen. Het ligt bij een wierde ten zuiden van Vierhuizen. De wierde is niet meer bewoond. Ten oosten van de wierde ligt de kop-hals-rompboerderij Beusum. Langs deze boerderij loopt een fietspad (het Panserpad), een oud kerkpad tussen Panser en Vierhuizen.
De naam Bevenzehuysen die in een oorkonde uit 1408 wordt genoemd, wordt wel gedacht dezelfde naam te zijn als Beusum. Beusum zou dan een verbastering zijn. Het zou echter ook kunnen dat de naam Beusum ouder is dan Bevenzehuysen.

## Borg, edele heerden en boerderijen

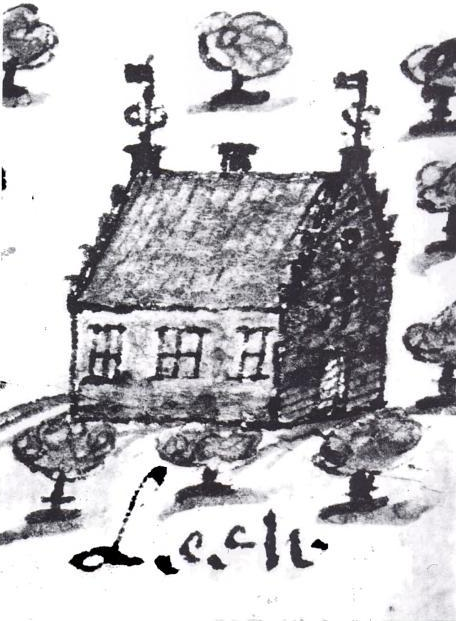
De borg Beusum op een kaart uit ca. 1626

Ten westen van de wierde stond vroeger de borg Beusum (ook Bewsum) en op de wierde stonden twee edele heerden en nog een boerderij. Over de beginperiode van de borg Bewsum is weinig met zekerheid bekend. Mogelijk bestond deze al in het eerder genoemde jaar, maar pas in 1569 wordt de borg voor het eerst met zekerheid genoemd, toen de Spaansgezinde 'Sicke Panser toe Bewsum' er woonde. In 1572 nam hij watergeus Douwe van Glins gevangen, waarop die het jaar erop terechtgesteld werd in Groningen. Hij was een vriend van de Spaansgezinde luitenant-stadhouder Johan de Mepsche. Over zijn dood en opvolging op Bewsum door de familie Panser, die ook de zuidelijker gelegen borg Panser bezat, is niets bekend. Mogelijk vererfde de borg via zijn broer Joachim Panser op Bouwe Panser (mogelijk een kleindochter van Joachim), die trouwde met Egbert Lewe. Egbert Lewe was in 1598 hoofdeling in Oldehove en Vierhuizen en stierf in 1621. Na zijn dood betrok waarschijnlijk zijn dochter Anna Lewe de borg met haar man Geert Lewe van Zandeweer. Hun aanwezigheid zou blijken uit hun gebeeldhouwde wapens in de voorgevel van de huidige boerderij op de plek van Bewsum en op de kerkklok van Vierhuizen uit 1630. Geert Lewe huurde in 1626 het Uitland van de provincie, dat hij onder beklemming van Bewsum liet brengen. Na zijn dood rond 1634 woonde zijn dochter Wigboldina op de borg. Zij overleefde haar beide mannen Harmen van Ewsum (getrouwd in 1649) en Johan van Welvelde (getrouwd in 1656, overleden in 1663). Na haar dood vererfde de borg rond 1669 op haar nicht Bywe Lewe, die echter met haar man Abel Coenders van Vervou op de borg Onnema in Zandeweer woonde. Na zijn dood werd de borg in 1694 voor 7600 gulden verkocht aan Hendrik Ferdinand van In en Kniphuizen van Asinga. Bewsum bestond toen uit een borg met schuren, grachten, singels en hoven en waren er 63 jukken verhuurd land bij. Hendrik Ferdinand was het echter alleen om de rechten te doen die op Bewsum rustten; een vierde deel van de ommegang van het redgerrecht van Vierhuizen, een dijkrecht, dijkhaver (emolument voor de dijkgraaf in de vorm van haver), collatierecht en een vierde deel van de schepperij. De borg liet hij vóór 1706 slopen. De boerderij Beusum zou vroeger op of bij de wierde (bewoners bekend vanaf 1654) hebben gestaan en op een onbekend tijdstip zijn herbouwd op de nog steeds omgrachte plek van de borg (Midhalmerweg 8). De huidige schuren dateren van 1870 en het woonhuis van 1895. Later zijn nog een aantal schuren bijgebouwd.
Op de wierde zouden vroeger (ook) de edele heerden Roetersmaheerd en Wilgersmaheerd hebben gestaan. Roetersmaheerd werd in 1408 genoemd als 'Roetersma heert toe Bevenzehuysen' en in 1417 als 'hues' (edele heerd). De eerst bekende bewoner was waarschijnlijk redger Meyke Robertsma in 1400. De boerderij komt ook voor in de weltplege uit 1580. De boerderij zou een voorganger zijn geweest van de zuidoostelijker gelegen boerderij Robertsum (Panserweg 5), maar het is onduidelijk wanneer deze boerderij dan verplaatst moet zijn. Het moet dan voor de 19e eeuw geweest zijn, want toen stond Robertsum al op haar huidige plek. Wilgersmaheerd wordt alleen in 1408 genoemd en het is dan ook onduidelijk wat er met deze boerderij gebeurd is.
De enige boerderij die op kaarten op de wierde voorkomt is Beukemoa's Ploatske. Deze boerderij wordt pas genoemd vanaf de 18e eeuw. In de nacht van 20 op 21 juni 1942 stortte een RAF-bommenwerper neer op de wierde naast de boerderij na te zijn neergeschoten door de Duitse luchtafweer. Van de 7 bemanningsleden kwamen er 3 om het leven en werden door Duitse soldaten op 24 juni 1942 begraven op de begraafplaats van Ulrum. Duitse soldaten wisten ook te voorkomen dat de boerderij afbrandde. In 1971 kocht de SBL de boerderij en liet deze slopen. Er werd toen een bos rond de wierde geplant.

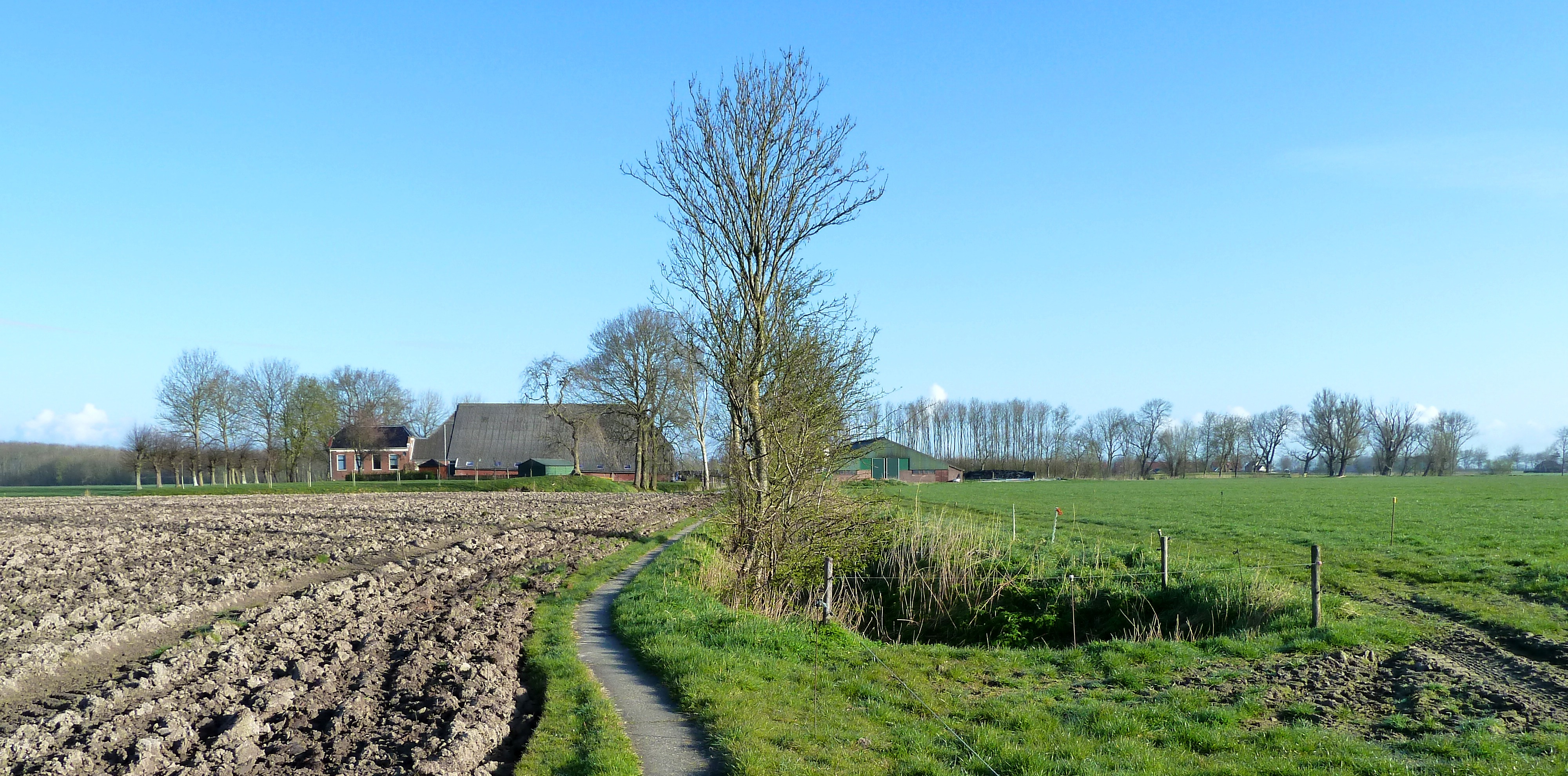
Boerderij Beusum met rechts de wierde gezien vanaf het Panserpad
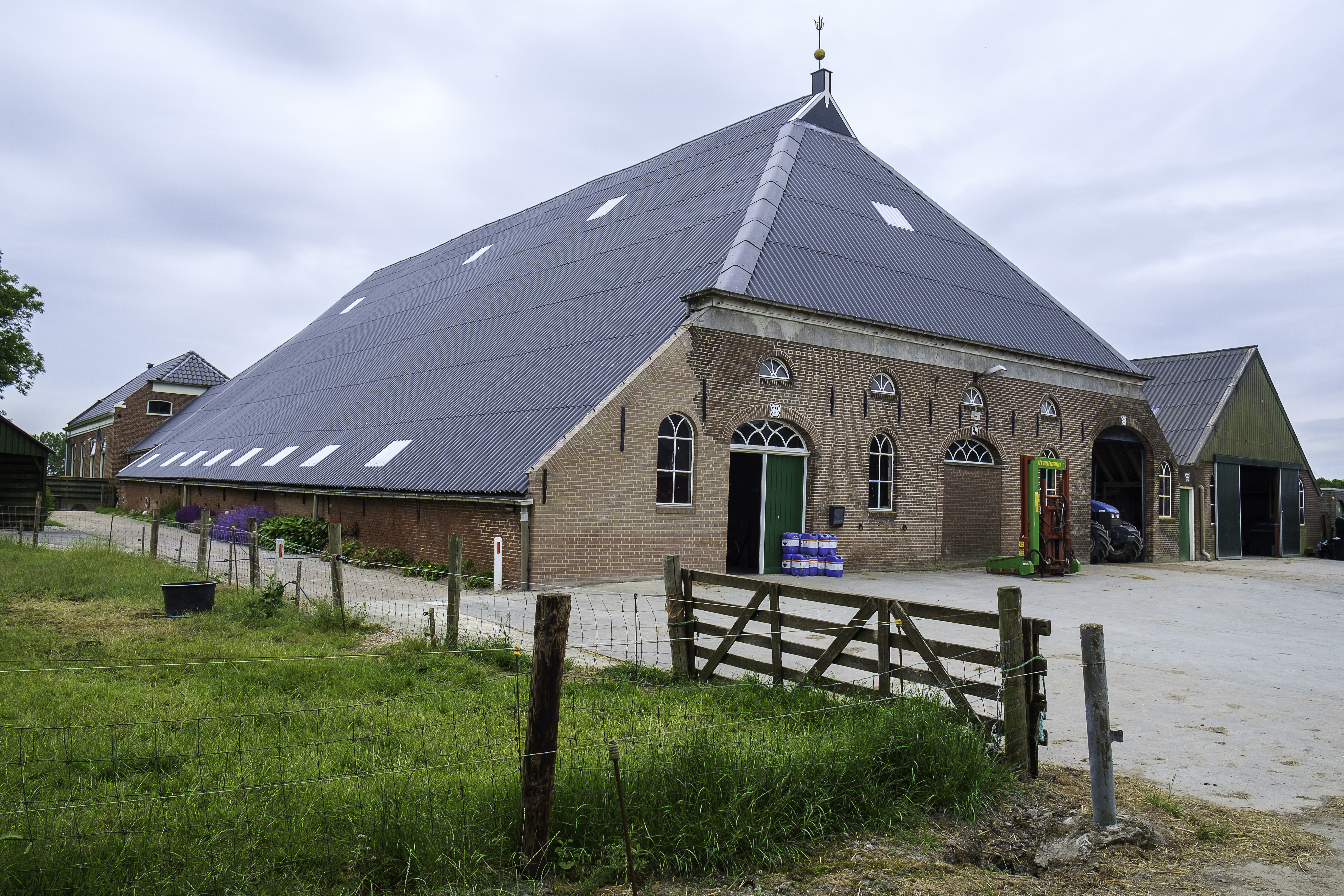
Close-up van boerderij Beusum

Hoofdplaats: Uithuizen

Dorpen: Adorp · Den Andel · Baflo · Bedum · Eenrum · Eppenhuizen · Hornhuizen · Houwerzijl · Kantens · Kloosterburen · 't Lage van de Weg · Lauwersoog · Leens · Leenstertillen · Lutjewolde · Mensingeweer · Molenrij · Niekerk · Noordwolde · Oldenzijl · Onderdendam · Onderwierum · Oosteinde · Oosternieland · Pieterburen · Rasquert · Rodewolt · Roodeschool · Rottum · Saaxumhuizen · Sauwerd · Startenhuizen (deels) · Stitswerd · Tinallinge · Uithuizermeeden · Ulrum · Usquert · Vliedorp · Vierhuizen · Warffum · Warfhuizen · Wehe-den Hoorn · Westerdijkshorn · Westernieland · Wetsinge · Winsum · Zandeweer · Zoutkamp · Zuidwolde · Zuurdijk

Buurtschappen, gehuchten, wierden en buurten: 1e Nijhoezen · 2e Nijhoezen · 't Aagt · Abbeweer · Alinghuizen · Arwerd · Barnegaten · Bellingeweer · Bethlehem · Beusum · Bokum · Breede · Broek · Het Bultje · De Dingen · De Raken · De Vennen · Den Haver · Deikum · Doodstil · Douwen · Duisterwinkel · Eelswerd · Eemshaven · Elens · Ellerhuizen · Ernstheem · Ewer · Grijssloot · Groot Maarslag · Groot Wetsinge · De Haar · Hammeland · Den Hander · Harssens · Hefswal · Hekkum · Helwerd · Heuvelderij · Hiddingezijl · Holwinde · De Hoogte · De Horn · De Houw · 't Houweel · De Hucht · Kaakhorn · Katershorn · Kattenburg · Klei · Kleine Huisjes · Klein Garnwerd · Klein Maarslag · Klein Wetsinge · Kolham · Koningslaagte · Koningsoord · De Knijp · Kruisweg · Lutje Marne · Lutke Saaxum · Maarhuizen · (Marnehuizen) · Menkeweer · Menneweer · Midhalm · Midhuizen · Mollenhuizen · Nijenklooster · Noordpolder · Noordpolderzijl · Obergum · Oldenzijl · Oldorp · Oosterhorn · Oosterhuizen (Eenrum) · Oosterhuizen (Zuidwolde) · Oudedijk · Oudeschip · Paapstil · Panser · Plattenburg · Polen · Ranum · Reidland · Roodehaan · Schapehals · Schaphalsterzijl · Schilligeham · Schouwen · Schouwerzijl · Sint Annerhuisjes · 't Stort · De Streek · Takkebos · Ter Laan · Tijum · Valcum · Valom · Wadwerd · Walsweer · Westerhorn (De Marne) · Westerhorn (Hogeland) · Westerklooster · Westpolder · Wierhuizen · Wierum · 't Wildeveld · Willemsstreek · Zevenhuizen